# My Name (TV-serie)
My Name är en sydkoreansk tv-serie regisserad av Kim Jin-min och med Han So-hee, Park Hee-Soon och Ahn Bo-hyun i huvudrollerna. Serien kretsar kring en kvinna som går med i ett gäng för att hämnas sin fars död och sedan går under täckmantel som en polis. Den släpptes på Netflix den 15 oktober 2021.

## Synopsis
Efter hennes fars mord sätter en hämnddriven kvinna sitt förtroende för en mäktig gangsterchef — och går med i polisen under hans ledning.

## Rollista
- Han So-hee som Yoon Ji-woo / Oh Hye-jin
- Park Hee-soon som Choi Mu-jin
- Ahn Bo-hyun som Jeon Pil-do
- Kim Sang-ho som Cha Gi-ho
- Lee Hak-joo som Jung Tae-ju
- Chang Ryul som Do Gang-jae
- Yoon Kyung-ho som Yoon Dong-hoon

## Produktion
Den 11 augusti 2020 bekräftade Netflix genom ett pressmeddelande att den skulle distribuera ytterligare en koreansk originalserie Undercover, som ska produceras av Studio Santa Claus Entertainment Co., Ltd.